# Kanumanahalli, Bangarapet
Kanumanahalli là một làng thuộc tehsil Bangarapet, huyện Kolar, bang Karnataka, Ấn Độ.